# Rhyothemis princeps
Rhyothemis princeps là loài chuồn chuồn trong họ Libellulidae. Loài này được Kirby mô tả khoa học đầu tiên năm 1894.

## Hình ảnh

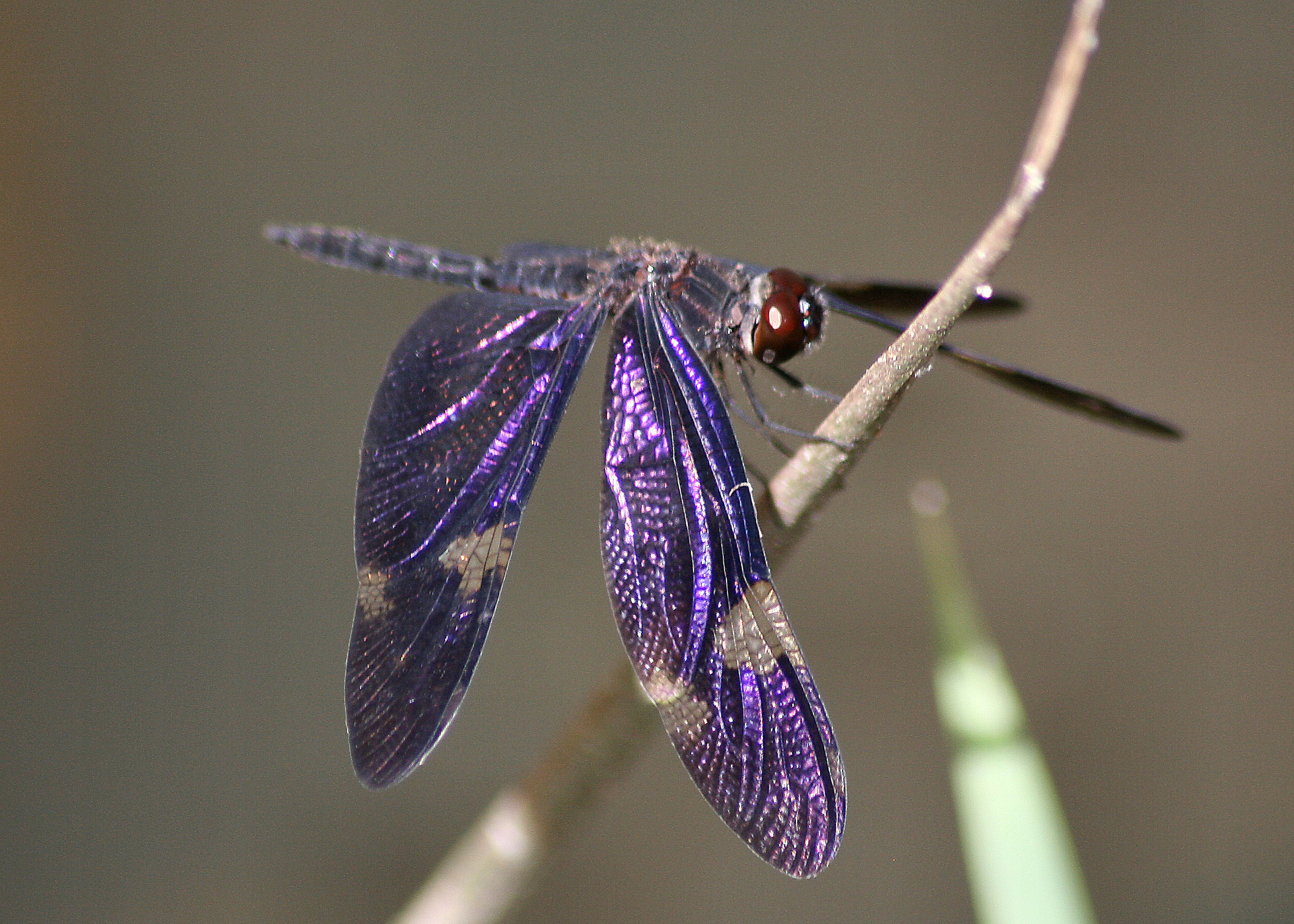
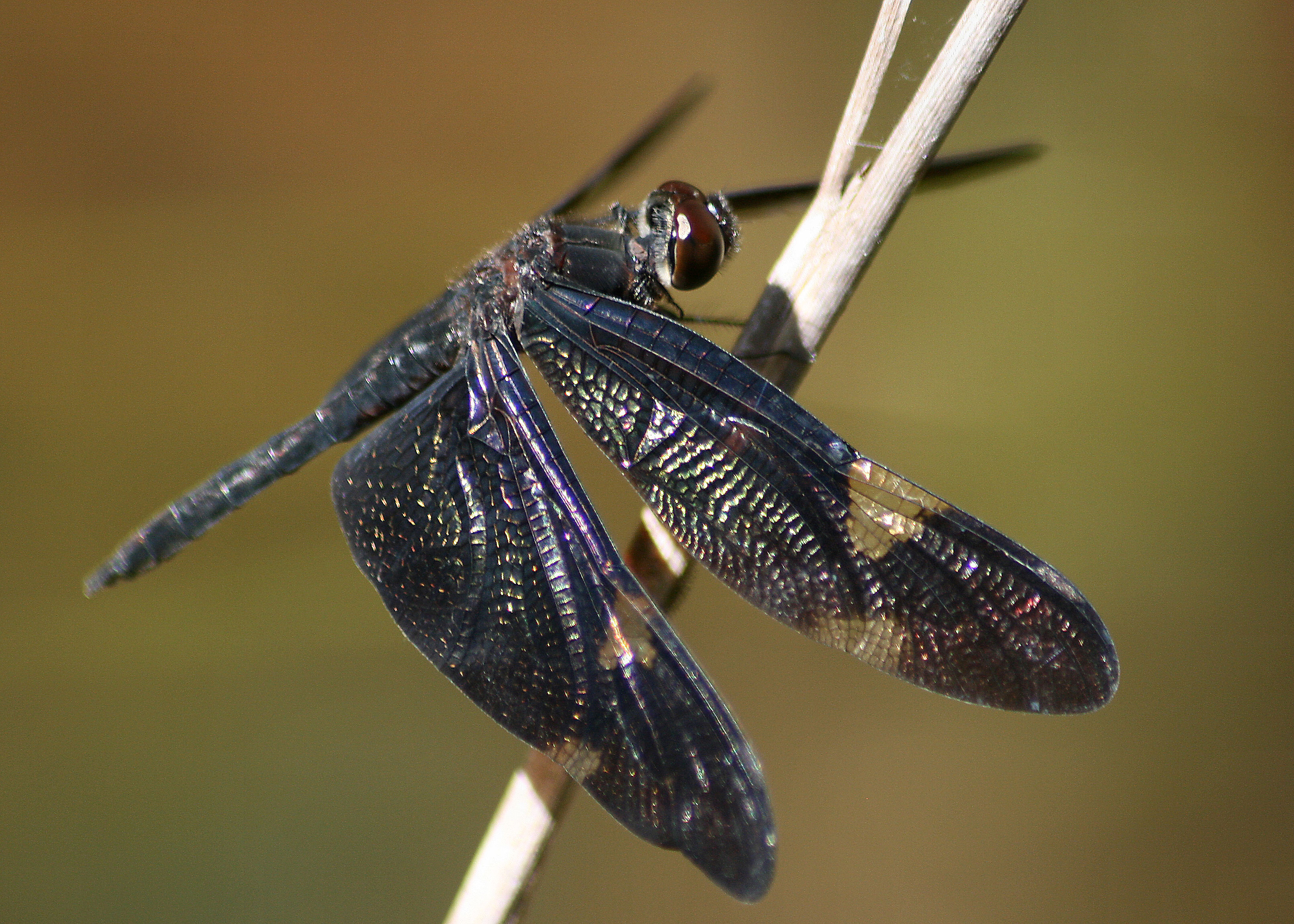